# Alfonso García González
Alfonso García González (Toluca de Lerdo, 19 de marzo de 1909-Ciudad de México, 2 de diciembre de 1961) fue un político mexicano, último gobernador del Territorio Norte de Baja California y gobernador provisional del estado de Baja California.

## Primeros años
Nació en Toluca de Lerdo, Estado de México, el 19 de marzo de 1909. Durante su juventud practicó boxeo y representó a México en los Juegos Olímpicos de Ámsterdam 1928. Se graduó como licenciado en derecho en 1931 por la Universidad Nacional Autónoma de México.

## Gobernador de Baja California
Fue designado por el poder ejecutivo federal como gobernador del Territorio Norte de Baja California, cargo del que tomó posesión el 22 de octubre de 1947. El 16 de enero de 1952 el territorio se trasformó en el estado de Baja California y García González adquirió el cargo de gobernador provisional hasta el 30 de noviembre de 1953, cuando inició el periodo de Braulio Maldonado Sández.

## Carrera política posterior
Posteriormente fue embajador de México en Colombia (1956-1957).En 1958 fue presidente de la Confederación Deportiva Mexicana y de 1959 a 1961 fue jefe del departamento de turismo.